# Stefan Okonek
Stefan Okonek (* 25. Juni 1942 in Göttingen) ist ein deutscher Toxikologe, emeritierter Professor der Medizin und ehemaliger Leiter der Mainzer Giftnotrufzentrale.

## Leben
Nach seinem Studium promovierte Okonek 1968 und war in den 1970er Jahren als Arzt und wissenschaftlicher Mitarbeiter an der II. Medizinischen Klinik und Poliklinik der Universität Mainz tätig. Er habilitierte 1977 und wurde im selben Jahr zum Professor an der Universität Mainz ernannt.
Okonek spezialisierte sich auf Vergiftungen und wurde 1973 Leiter des Giftinformationszentrums an der Universität Mainz.
In den 1980er Jahren wurde Okonek mehrfach als Experte zu den gesundheitlichen Gefahren von Leder-Sprays von den Medien befragt, worüber er auch einen Fachaufsatz publizierte.
Im Jahre 2003 wanderte er nach Malaysia aus. Im April 2014 wurden Okonek und seine Lebensgefährtin von Mitgliedern der islamistischen Terrorgruppe Abu Sayyaf auf die Insel Jolo in den Philippinen verschleppt. Sie waren sechs Monate in Gefangenschaft, bis sie am 17. Oktober 2014 freigelassen wurden.

## Werke
- Vergiftungen, Entgiftung, Giftinformation, 1981, Springer, ISBN 978-3-540-10331-8
- als Herausgeber: Humantoxikologie : akute Vergiftungen, Giftinformation, 1979, Fischer, ISBN 978-3-437-10585-2